# Aggressionshemmung
Dieser Artikel wurde auf der Qualitätssicherungsseite des Wikiprojekts Psychologie eingetragen. Dies geschieht, um die Qualität der Artikel aus dem Themengebiet Psychologie zu verbessern. Dabei werden Artikel verbessert oder auch zur Löschung vorgeschlagen, wenn sie nicht den Kriterien der Wikipedia entsprechen. Hilf mit bei der Verbesserung und beteilige dich an der Diskussion im Projekt Psychologie.
|  | Dieser Artikel wurde aufgrund von formalen oder inhaltlichen Mängeln in der Qualitätssicherung Biologie zur Verbesserung eingetragen. Dies geschieht, um die Qualität der Biologie-Artikel auf ein akzeptables Niveau zu bringen. Bitte hilf mit, diesen Artikel zu verbessern! Artikel, die nicht signifikant verbessert werden, können gegebenenfalls gelöscht werden. Lies dazu auch die näheren Informationen in den Mindestanforderungen an Biologie-Artikel. |

Aggressionshemmung bezeichnet ein Verhalten oder eine Eigenschaft zur Begrenzung von Aggression. Aggressionshemmung findet sich bei Menschen sowie allgemein in Biologie und Natur. Mehrere wissenschaftliche Disziplinen der Neurowissenschaften und weitere Disziplinen forschen in den jeweiligen Fachgebieten zur Aggressionshemmung, die aber auch in alltäglichen Lebensbereichen wahrgenommen wird. Besondere Beachtung wird in einigen Forschungsbereichen den Ursprüngen sowie der verminderten oder ausbleibenden Aggressionshemmung gewidmet.

## Aggressionshemmung als wissenschaftliches Objekt

### Neurowissenschaften
Im Bereich der Neurowissenschaften wird Aggressionshemmung allgemein als Verhalten zwischen Individuen definiert. Die Hemmung von Angriffsverhalten wird meist durch Signale wie submissive Gesten (Demutsgebärde, Beschwichtigung) ausgelöst. Die auslösenden Signale von Aggressionshemmern sowie die Empfänglichkeit und Veranlagung zur Aggressionshemmung bei Aggressoren bestimmen die Wirkung.

### Verhaltensbiologie
Die Aggressionshemmung ist in der Verhaltensbiologie eine friedliche Reaktion eines Tieres oder eines Menschen auf Merkmale oder auf Verhaltenssignale eines anderen wie beispielsweise das Kindchenschema. Dass auf diese Weise eine Aggressionshemmung bewirkt werden kann, bedeutet nicht, dass diese Schutzmechanismen in jedem Falle wirksam sind. Sie sind ein Teil der intraspezifischen und interspezifischen Kommunikation und dienen der Erhaltung der Unversehrtheit des Individuums durch Verhinderung eines Angriffs oder auch der Beendigung eines Kampfes. Wenn ein Individuum bereits angegriffen wurde und daraufhin Signale aussendet, die beim Angreifer eine Aggressionshemmung auslösen, handelt es sich um eine Feedback-Hemmung im Verhalten. Es gibt aber auch Signale, die eine Aggression vorsorglich verhindern.

## Aggressionshemmung in der Gesellschaft
In Bereichen der Gesellschaft ist fehlende oder verminderte Aggressionshemmung als problematisch bekannt. Häusliche Gewalt ist eines der komplexen privaten und gesellschaftlichen Problemfelder in dem Aggressionshemmung eine Rolle spielt. Kriminalität und Strafvollzug sind vielfach von verminderter Aggressionshemmung betroffene Bereiche. Verminderte Aggressionshemmung bei Gewalt gegen Polizisten ist ebenso bekannt, wie Fälle der Polizeigewalt in Deutschland oder gegen Afroamerikaner wie die Tötung von George Floyd. Die Gewalt an Schulen bis zu Amokläufen an Schulen zählen ebenfalls zum Themenbereich der fehlenden oder verminderten Aggressionshemmung. Neben den beispielhaft vorgenannten Problemfeldern kann Aggressionshemmung in vielen weiteren gesellschaftlichen Vorgängen oder Bereichen eine Rolle spielen.

## Künstliche Intelligenz
Aggressionshemmung und Ethik im Bereich Künstliche Intelligenz sind Thematiken, die insbesondere mit Lethal Autonomous Weapon System (Killerroboter) in Verbindung gebracht werden. Künstliche Intelligenz in autonomen Waffensystemen ist seit Beginn des 21. Jahrhunderts wegen der ethischen Fragen in Diskussion. Rein technisch sind Waffensysteme bereits seit Ende des Zweiten Weltkrieges in der Lage, mit „gehemmter Aggression“ zu operieren. Die Freund-Feind-Erkennung ist ein lange bekanntes System zur Verhinderung von Angriffen auf eigenen Kräfte. Im 21. Jahrhundert wurden immer intelligentere Systeme mit ausgefeilten Zielerkennungsgeräten entwickelt, die Angriffe ohne expliziten menschlichen Auftrag ermöglichen („vollautomatisierte Tötungsroboter“). Die ethischen Fragen zu verminderter Aggressionshemmung bei Drohnenpiloten und zu Maschinen ohne Aggressionshemmung wurden seit den 2000er-Jahren diskutiert und waren Stand 2022 noch nicht abschließend geklärt. Abgesehen von den vorbeschriebenen Maschinen hat künstliche Intelligenz auch andere Ausprägungen, die zur Aggression fähig sind. Als problematisch bekannt sind Computerviren und ähnliche Software, die nach Verbreitung nicht mehr beeinflussbar ist, was eine nachträgliche Hemmung der Angriffe mit solcher Software erschwert bis unmöglich macht. Im Bereich des Cyberkrieges werden auch Botnetze eingesetzt, deren Aggressionshemmung und Einschränkung der Reichweite als problematisch gilt.